# عبد الرحمن الجزيري
عبد الرحمن بن محمد عوض الجَزِيري (1299 هـ - 1360 هـ / 1882 - 1941م)، عالم مسلم مصري.

## حياته ونشأته
ولد في جزيرة شندويل بمركز سوهاج بمصر عام 1299 هـ - 1882 م، وتعلم في الأزهر وتفقه فيه على مذهب أبي حنيفة من عام 1313 هـ إلى عام 1326 هـ، ثم درّس فيه وعُيّن مفتشاً لقسم المساجد بوزارة الأوقاف سنة 1330 هـ، فكبيراً للمفتشين، فأستاذاً في «كلية أصول الدين» ثم كان من أعضاء هيئة كبار العلماء، وتوفي بحلوان سنة 1359 هـ - 1941م.

## مسيرته
أهم آثاره كتاب «الفقه على المذاهب الأربعة». قسم العبادات منه في الأصل من تأليف مجموعة من العلماء برعاية وزارة الأوقاف المصرية، وكان الجزيري أحد المسؤولين عن المذهب الحنفي فيه ثم إنه عمل في تحرير عباراته وتهذيبها وإصلاح ما انتقد على الكتاب عندما طبع أول مرة، وأكمل بقية الأبواب الفقهية، ذكر ذلك في مقدمة الكتاب، وتجد تفصيل ذلك في المقال السابق ومقال «الفقه على المذاهب الأربعة» إصدار وزارة الأوقاف.
كتاب الشيخ الجزيري «الفقه على المذاهب الأربعة» معتنٍ بذكرِ المسائل ثم إيرادِ أصحابِ المذاهبِ وأقوالهم، غير أنه خالٍ من ذكرِ أدلة كل مذهب. وقد أبان المؤلِّف سببَ وضعه للكتاب إذ قال: «أصل وضع الكتاب كان الغرض منه تسهيل مواضيع الفقه الإسلامي على أئمة المساجد العلماء» انتهى.
وقد أوضح المؤلف أنه قد بذل في كتابه جهداً كبيراً مع الاعتناء بترتيبه، إذ قال - كما في مقدمة الكتاب - : «وبالجملة فقد بذلت في هذا الكتاب مجهوداً كبيراً، وحررته تحريراً تامّاً، وفصَّلت مسائله بعناوين خاصة، ورتبتها ترتيباً دقيقاً، وما على القارئ إلا أن يرجع إليه ويأخذ ما يريده منه بسهولة تامة وهو آمن من الزلل، إن شاء الله تعالى» انتهى